# Sulfat d'alumini
El sulfat d'alumini és una sal de fórmula Al₂ (SO₄) ₃, és sòlid i blanc. És àmpliament utilitzada en la indústria, comunament com a floculant en la purificació d'aigua potable i en la indústria del paper.

## Obtenció
El sulfat d'alumini es pot obtenir dissolent hidròxid d'alumini en àcid sulfúric: 2 Al (OH)₃ + 3 H₂SO₄ + 10 H₂O → Al₂ (SO₄) 3.16 H₂O

## Propietat floculant
Quan el pH de l'aigua és alt (major de 7), l'alumini precipita arrossegant les partícules en suspensió, deixant l'aigua transparent. Aquesta propietat és comunament usada en piscines i per a tractament d'aigües industrials per evitar formació de gèrmens i algues.

## Aplicacions
És emprat en la purificació d'aigües i com mordent de pigments en tèxtils. També es fa servir com antitranspirant encara que, des de 2005, la FDA no el reconeix com absorbent de la humitat. Actualment, s'està considerant una relació entre l'alumini i l'Alzheimer.